# 天主教苏瀑教区
天主教蘇瀑教區（拉丁語：Dioecesis Siouxormensis）是美國一個羅馬天主教教區，屬天主教聖保祿及明尼波利斯總教區。教區以南達科他州最大城市蘇瀑為中心，轄區包括該州密蘇里河以東的四十四個縣。
教區於2010年時有教友125,332人、151個堂區、149名司鐸。教區於1889年11月12日設立，1930年8月1日易名至今。
現任主教為當納·愛德華·迪格羅德，榮休主教為保祿·若瑟·斯溫。